# 瑪麗·喜多川
瑪麗·喜多川（日语：／ Merī Kitagawa / 英語：，1927年12月26日—2021年8月14日），本名“藤島瑪麗泰子（日语：／ Fujishima Merī Yasuko）”，是日本企業家、娛樂推廣人。她是日本經紀公司傑尼斯事務所的原名譽會長，同時也是唱片公司傑尼斯娛樂的前代表董事兼社長。

## 簡歷
瑪麗·喜多川於1927年12月26日出生於美國加利福尼亞州的洛杉磯市；父親喜多川諦道是小東京高野山真言宗美國別院的僧侶，並且他還曾在1946年2月至1948年2月擔任職業棒球隊黃金明星隊（1947年改稱為“金星明星隊”）的球隊經理。她是喜多川家的長女，並在隨後有了兩個弟弟。大弟是科學家，曾參與過美國國家航空航天局的“阿波羅計劃”，後于1980年代逝世，享年五十餘歲；幼弟則是傑尼斯事務所的創始人強尼·喜多川。
1933年，喜多川一家從美國返回日本並住在大阪市。但此後不久，瑪麗的母親就過世了。在第二次世界大戰開始時，瑪麗和兩個弟弟被疏散到和歌山縣東牟婁郡的那智勝浦町。在朋友的介紹下，瑪麗在大阪松竹少女歌劇團得到了一份演出工作；而在盟軍佔領時期，她則在歌劇團慰問駐日美軍時兼任翻譯工作。
1947年，瑪麗·喜多川帶著兩個弟弟重返美國。在此期間，她從洛杉磯城市學院畢業。大學畢業後，強尼·喜多川先於1952年返回日本，而她則在1957年回日。
1950年代後半期，瑪麗·喜多川在現東京都新宿區四谷三丁目的圓通寺坂入口處右側的拐角開設了一家名為的吧檯酒吧；這開啟了她身為企業家的發展道路。而通過這家酒吧，瑪麗也結識了當時還是《東京新聞》記者的藤島泰輔。他倆隨後結婚並育有一女，即藤島茱莉景子。
1962年6月，當強尼·喜多川成立他的經紀公司傑尼斯事務所後，瑪麗關掉了她的酒吧並來到傑尼斯事務所擔任會計師工作。除此之外，瑪麗還兼任了事務所旗下男子偶像組合Four Leaves的造型師。
2011年，應時任中華人民共和國國務院總理溫家寶邀請而來華舉辦演唱會的SMAP，在人民大會堂面見時任中國駐日大使唐家璇時，瑪麗·喜多川及SMAP經紀人飯島三智均在場。
瑪麗·喜多川擔任傑尼斯事務所副社長職務多年；但在強尼去世後，她於2019年9月27日接任成為會長。
2020年9月4日，瑪麗宣佈退休並辭任傑尼斯事務所會長一職，隨後她成為事務所的名譽會長。
2021年8月14日，SMAP被瑪莉母女宣布解散五周年的這一天，“女帝”瑪麗因肺炎過世，得年93歲，傑尼斯姊弟掌控事務所的時代畫下句點。
2021年8月17日，傑尼斯事務所透過官方網站宣佈名譽會長瑪麗·喜多川於8月14日上午7時35分因肺炎過世。

## 人物
- 在瑪麗·喜多川擔任傑尼斯事務所副社長時期，她與弟弟強尼·喜多川有著明確分工。瑪麗負責事務所的整體管理，而強尼則負責藝人經營和節目製作。

- 在與弟弟強尼·喜多川培養了諸多藝人的同時，瑪麗也展現了她身為企業家及娛樂推廣者的嚴苛面。她對於違背事務所政策及方針以及造成醜聞的所屬藝人會採取非常嚴厲的懲罰，這其中就包括SMAP的森且行、男斗呼組（日语：男闘呼組）的高橋和也（日语：高橋和也）等。
- 在強尼·喜多川性虐待醜聞上，瑪麗·喜多川對弟弟惡行，選擇縱容和隱瞞。
- 瑪麗·喜多川非常崇拜供奉演藝之神的豐川稻荷東京別院（日语：豊川稲荷東京別院），她甚至以豐川稻荷的名字給旗下藝人起了豐川誕（日语：豊川誕）的藝名。

- 瑪麗·喜多川為傑尼斯事務所藝人能夠在舞台上“快速換裝”而發明的“快速變更服裝”實用新型專利在1976年提交了申請。

## 備註
1. 1 2  . 周刊女性PRIME. 周刊女性.   [2021-08-17]. （原始内容存档于2021-09-05）.
2. 1 2 3 4  . 東體網. 東京體育.   [2021-08-17]. （原始内容存档于2021-08-17）.
3. ↑  與有著文憑工廠之稱的“洛杉磯城市大學（City University Los Angeles）”並非一所學校。
4. ↑  . 中國網.   [2021-08-17]. （原始内容存档于2020-12-12）.
5. ↑  . 傑尼斯事務所.   [2021-08-17]. （原始内容存档于2020-10-30）.
6. ↑  . 東京體育.   [2021-08-17]. （原始内容存档于2021-08-17）.
7. ↑  . 傑尼斯事務所.   [2021-08-17]. （原始内容存档于2020-10-22）.
8. ↑  . 傑尼斯事務所.   [2021-08-17]. （原始内容存档于2021-08-24）.
9. ↑  . Oricon.   [2021-08-17]. （原始内容存档于2021-08-18）.
10. ↑  . 日刊體育.   [2021-08-17]. （原始内容存档于2021-09-10）.
11. ↑  . 雅虎奇摩.   [2021-08-17]. （原始内容存档于2021-08-17）.